# Моја страна света
„Моја страна свијета” је југословенски филм из 1969. године. Режирао га је Влатко Филиповић који је написао и сценарио.

## Радња
Лепа и поетска, а у исто време тешка и трагична прича. 
У далеком планинском селу у Херцеговини, непосредно након завршетка Другог светског рата, усамљене жене и деца чекају повратак мушкараца са фронта. Неколицина људи који су остали у селу покушава да оде у Америку и пронађе спас од дрвља и камења.

## Улоге
| Глумац           | Улога                        |
| ---------------- | ---------------------------- |
| Изет Хајдархоџић |                              |
| Радмила Андрић   | Жена                         |
| Драган Зарић     |                              |
| Јелена Жигон     | (као Јелена Јовановић-Жигон) |
| Фарук Беголи     |                              |
| Сњежан Аћимовић  | Дечак                        |
| Олга Бабић       | (као Олгица Бабић)           |
| Хусеин Чокић     | Отац 4 сина                  |
| Јоланда Ђачић    |                              |

Остале улоге  ▼
| Глумац             | Улога                           |
| ------------------ | ------------------------------- |
| Даринка Ђурашковић | (као Даринка Ђурашковић-Ценгле) |
| Жужа Егрени        |                                 |
| Ива Марјановић     |                                 |
| Оливера Марковић   |                                 |
| Жарко Мијатовић    |                                 |
| Нада Пани          |                                 |
| Павле Вуисић       |                                 |
| Фарик Живојевић    |                                 |